# Čeremchovo
Čeremchovo (anche traslitterata come Cheremkhovo, Čeremhovo, Čeremkhovo) è una città della Russia siberiana centro-orientale, situata nell'Oblast' di Irkutsk 130 km a nordovest del capoluogo Irkutsk; è il capoluogo amministrativo del distretto omonimo.
Fondata nel 1772, divenne città nel 1917; si sviluppò come centro minerario (carbone) e industriale (comparto chimico e meccanico).
Čeremchovo è un'importante fermata sulla ferrovia Transiberiana.

## Società

### Evoluzione demografica
Fonte: mojgorod.ru
- 1897: 2.000
- 1926: 14.000
- 1939: 55.600
- 1959: 121.700
- 1970: 98.700
- 1989: 73.600
- 2002: 60.107
- 2006: 55.600